# سندل ملوس (كوه بنج)
سندل ملوس (بالفارسية: سندل ملوس) هي قرية تقع في إيران في البلدة المركزية.